# Adalbert von Babenberg
Adalbert von Babenberg (* 854; † 9. September 906 in Obertheres bei Haßfurt) war einer der bedeutendsten Vertreter im Kampf zwischen den Konradinern und den Babenbergern um die Vorherrschaft im Stammesherzogtum Franken (→ Babenberger Fehde). Er gehörte zum Geschlecht der älteren Babenberger – die Benennung nach dem Toponym ist erst im 11. Jahrhundert belegt –, nach dem Leitnamen wird die Familie auch als Popponen bezeichnet.
Im Jahre 906 überfiel Graf Adalbert die Konradiner bei Fritzlar. Im Gefecht tötete er Konrad den Älteren. Einer Aufforderung König Ludwigs, auf einem Hoftag in Tribur zu erscheinen, kam er nicht nach. Stattdessen zog er sich auf die Burg Theres (heute Obertheres) zurück, wo er schon bald vom königlichen Heer belagert wurde. Als Gesandter des Königs versprach ihm der Mainzer Erzbischof und Kanzler Hatto I. freies Geleit. Als Adalbert die Burg Theres verließ, wurde er jedoch gefangen genommen, wegen Reichsfriedensbruchs verurteilt und enthauptet. Danach verloren die Babenberger alle Ämter und Besitztümer in Franken.